# Sebastian Marshall
Sebastian "Seb" Marshall (29 mei 1988) is een Brits rallynavigator, actief naast Kris Meeke in het wereldkampioenschap rally voor het fabrieksteam van Toyota.

## Carrière
Marshall is sinds 2005 actief als navigator. In 2010 zat hij naast Harry Hunt in een seizoen in het Junior World Rally Championship en de Intercontinental Rally Challenge en navigeerde in de jaren erna ook voor Elfyn Evans en Craig Breen. In 2014 nam hij plaats naast Kevin Abbring en werkten samen een programma af in het Europees rallykampioenschap in een officiële Peugeot 208 T16. In een seizoen geplaagd door een technisch onbetrouwbare auto ontbraken er overwinningen, maar kwamen er wel een paar podiumresultaten. Het duo werd vervolgens gecontracteerd bij het fabrieksteam van Hyundai om deel te nemen in het wereldkampioenschap rally. Hun beste resultaat was een zevende plaats in Spanje 2016.
In 2017 werd Marshall bij Hyundai aangekondigd als de nieuwe navigator van Hayden Paddon vanaf de WK-ronde in Portugal, als opvolger van de gestopte John Kennard. Sinds 2019 navigeert Marshall voor Kris Meeke.